# Джуліо Фальконе
Джуліо Фальконе (італ. Giulio Falcone; нар. 31 травня 1974, Атрі) — італійський футболіст, що грав на позиції захисника, зокрема за «Фіорентину», «Сампдорію», а також національну збірну Італії.

## Клубна кар'єра
Народився 31 травня 1974 року в місті Атрі. Вихованець футбольної школи клубу «Торіно». Дорослу футбольну кар'єру розпочав 1993 року в основній команді того ж клубу, в якій провів три сезони, взявши участь у 63 матчах чемпіонату.
Згодом з 1996 по 2003 рік грав у складі команд «Фіорентина» та «Болонья».
Своєю грою за останню команду привернув увагу представників тренерського штабу «Сампдорії», до складу якої приєднався 2003 року. Відіграв за генуезький клуб наступні чотири сезони своєї ігрової кар'єри. Більшість часу, проведеного у складі «Сампдорії», був основним гравцем захисту команди.
Завершував ігрову кар'єру в «Пармі», за яку виступав протягом 2007—2009 років.

## Виступи за збірні
Протягом 1993—1996 років залучався до складу молодіжної збірної Італії. На молодіжному рівні зіграв у 7 офіційних матчах.
У серпні 2006 року провів свою єдину офіційну гру у складі національної збірної Італії.
| Дата      | Місто   | Господарі | Результат | Гості    | Турнір           | Голи | Примітки |
| --------- | ------- | --------- | --------- | -------- | ---------------- | ---- | -------- |
| 16-8-2006 | Ліворно | Італія    | 0 – 2     | Хорватія | товариський матч | -    |          |
| Усього    |         | Матчів    | 1         |          | Голів            | 0    |          |

## Титули і досягнення
- Володар Суперкубка Італії з футболу (1):

«Фіорентина»: 1996